# Anoploscelus lesserti
Anoploscelus lesserti là một loài nhện trong họ Theraphosidae.
Loài này thuộc chi Anoploscelus. Anoploscelus lesserti được miêu tả năm 1946 bởi Laurent.